# Фарделла
Фарделла (итал. Fardella) — коммуна в Италии, расположена в регионе Базиликата, подчиняется административному центру Потенца.
Население составляет 765 человек, плотность населения составляет 28 чел./км². Занимает площадь 27 км². Почтовый индекс — 85030. Телефонный код — 0973.